# Albert Zweifel
Albert Zweifel (ur. 7 czerwca 1949 w Rüti) – szwajcarski kolarz przełajowy i szosowy, wielokrotny medalista przełajowych mistrzostw świata.

## Kariera
Pierwszy sukces w karierze Albert Zweifel osiągnął w 1975 roku, kiedy zdobył srebrny medal w kategorii elite podczas przełajowych mistrzostw świata w Melchnau. W zawodach tych wyprzedził go jedynie Belg Roger De Vlaeminck, a trzecie miejsce zajął kolejny reprezentant Szwajcarii, Peter Frischknecht. Na rozgrywanych rok później mistrzostwach świata w Chazay-d'Azergues był już najlepszy, zostając pierwszym szwajcarskim mistrzem świata zawodowców. Wyprzedził tam bezpośrednio dwóch rodaków: Petera Frischknechta oraz André Wilhelma. Wynik ten powtórzył na MŚ w Hanowerze (1977), MŚ w Amorebieta (1978), MŚ w Saccolongo (1979) i MŚ w Lembeek (1986). Był ponadto drugi na MŚ w Lanarvily (1982) i MŚ w Birmingham (1983) oraz trzeci podczas MŚ w Tolosa (1981) i MŚ w Oss (1984). Dziewięciokrotnie zdobywał mistrzostwo kraju. Startował także na szosie, ale bez większych sukcesów. W 1974 roku brał udział w Giro d'Italia, zajmując 88. miejsce w klasyfikacji generalnej. Siedem lat później wystartował w Tour de France, kończąc rywalizację na 109. pozycji. Nigdy nie wystąpił na igrzyskach olimpijskich. W 1989 roku zakończył karierę.